# (29471) Spejbl
(29471) Spejbl est un astéroïde de la ceinture principale.

## Description
(29471) Spejbl est un astéroïde de la ceinture principale. Il fut découvert le 27 octobre 1997 à l'Observatoire d'Ondřejov par Lenka Šarounová. Il présente une orbite caractérisée par un demi-grand axe de 2,35 UA, une excentricité de 0,11 et une inclinaison de 3,2° par rapport à l'écliptique.

## Compléments